# زانکت مارگارتن ایم بورگنلند
زانکت مارگارتن ایم بورگنلند (به آلمانی: Sankt Margarethen im Burgenland) یک منطقهٔ مسکونی در اتریش است که در ناحیه آیزنشتات-اومگه‌بونگ واقع شده‌است. زانکت مارگارتن ایم بورگنلند ۲٬۷۸۴ نفر جمعیت دارد.